# Heteroconger hassi
Pour les articles homonymes, voir Hassi.
Hétérocongre tacheté, Anguille-jardinière mouchetée
Espèce
Heteroconger hassi, communément nommé hétérocongre tacheté ou anguille-jardinière mouchetée, est une espèce de poissons osseux de petite taille appartenant à la famille des Congridae, natif du Bassin Indo-Pacifique.

## Description

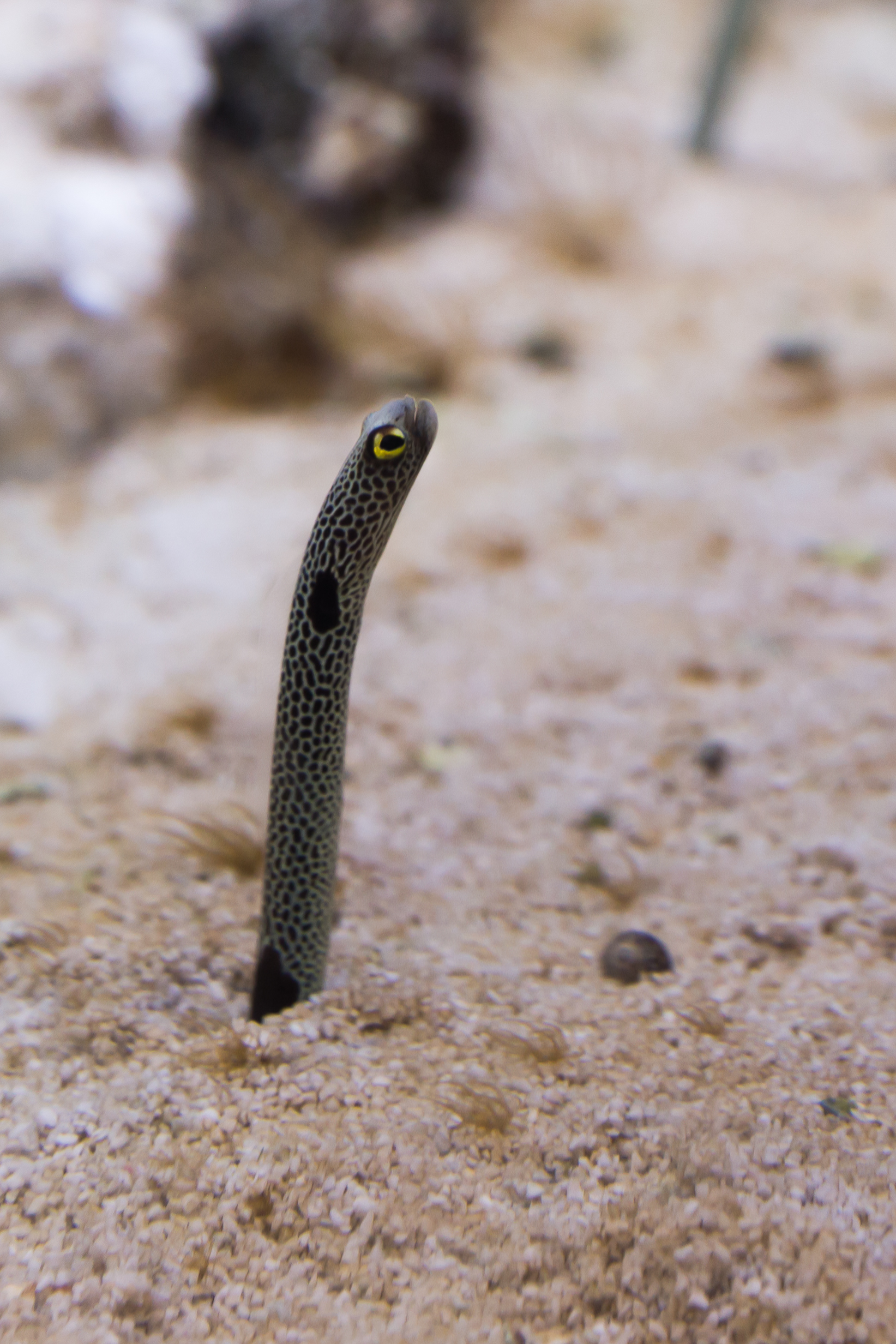
Heteroconger hassi (Hétérocongre tacheté) au ZooParc de Beauval à Saint-Aignan-sur-Cher, France.

L'hétérocongre tacheté est un poisson de petite taille qui peut atteindre une longueur maximale de 40 cm ou 60cm. Ce poisson a une masse qui peut atteindre 2 kg. 
Son corps est anguiforme, c'est-à-dire qu'il est long, fin, de section circulaire (14 millimètres en moyenne de diamètre) et possède une tête d'un diamètre identique au corps.
La tête semble réduite tant sa grande bouche est proche de ses grands yeux. Les narines, de faible taille, traversent le centre de la lèvre supérieure.
La teinte de fond de son corps est blanche et est couvert d'une multitude de petits points noirs. Il s'y ajoute trois « grosses » taches noires distinctives : la première cerne l'ouverture des ouïes et les minuscules nageoires pectorales, la seconde se situe dans la partie centrale du corps et la troisième au niveau de l'anus.
Les juvéniles sont très fins et entièrement noirs.

## Distribution & habitat
L'hétérocongre tacheté est présent dans les eaux tropicales et subtropicales du Bassin Indo-Pacifique soit des côtes orientales de l'Afrique, Mer Rouge incluse, jusqu'en Polynésie et des îles méridionales du Japon à la Nouvelle-Calédonie.

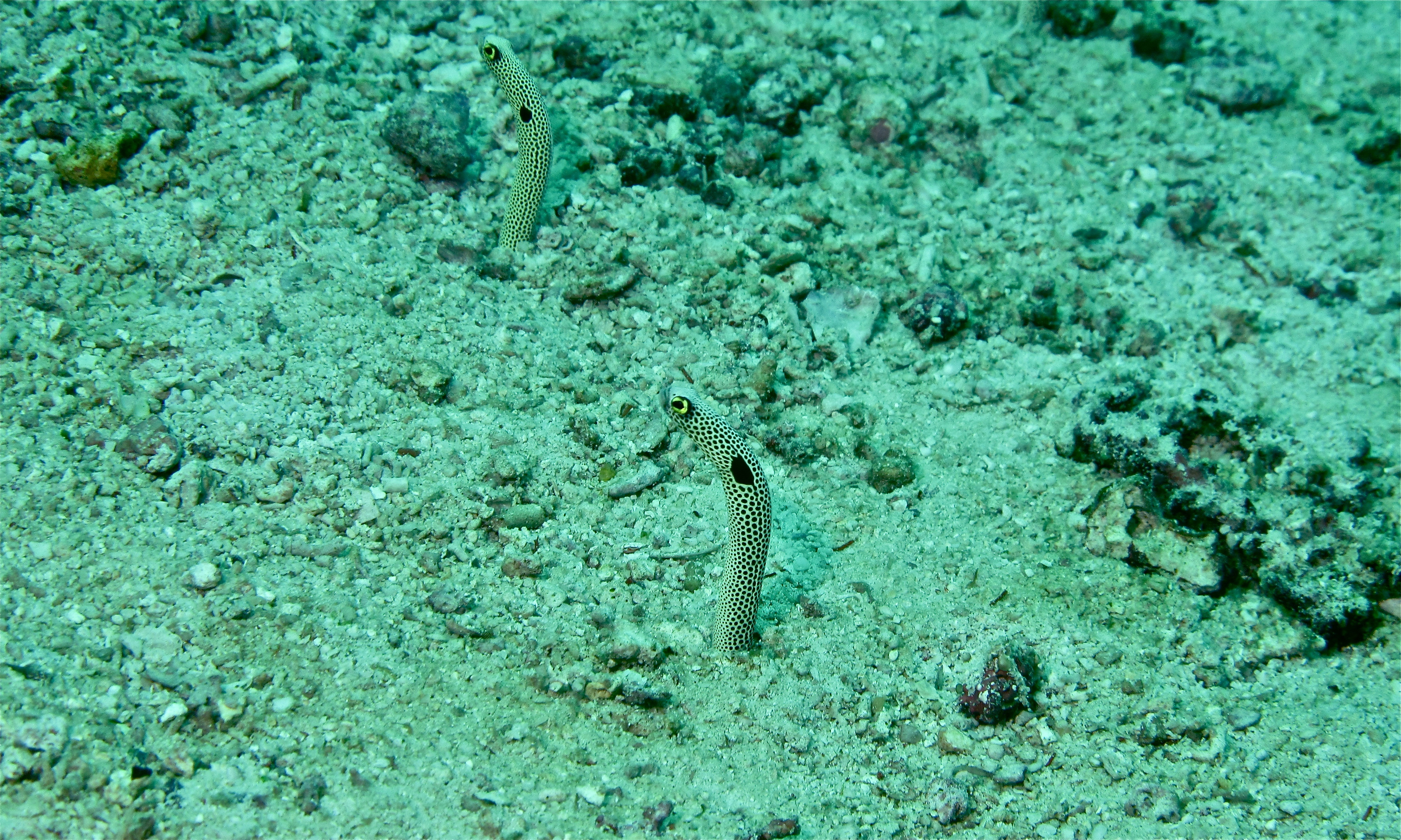
Hétérocongres tachetés (Sabah, Malaisie)

Il vit exclusivement en colonies plus ou moins importantes, pouvant avoir plusieurs centaines d'individus, sur les fonds sablonneux exposés aux courants de 15  à   45 mètres de profondeur. Il y creuse un terrier depuis lequel émerge environ un tiers de son corps pour capter sa nourriture.

## Biologie
L'anguille-jardinière mouchetée se nourrit de zooplancton qu'elle visualise avec ses grands yeux.
En période de reproduction, les anguilles-jardinière rapprochent leurs terriers les uns des autres jusqu'à ce que le contact soit possible. Lorsqu'un mâle a choisi sa femelle, il la défend ardemment contre tout éventuel nouveau prétendant et ce jusqu'à l'accouplement. Les œufs fertilisés ainsi que les juvéniles connaissent une période planctonique avant d'atteindre la taille suffisante pour commencer à vivre dans le substrat.